# Pociski Pomeroya

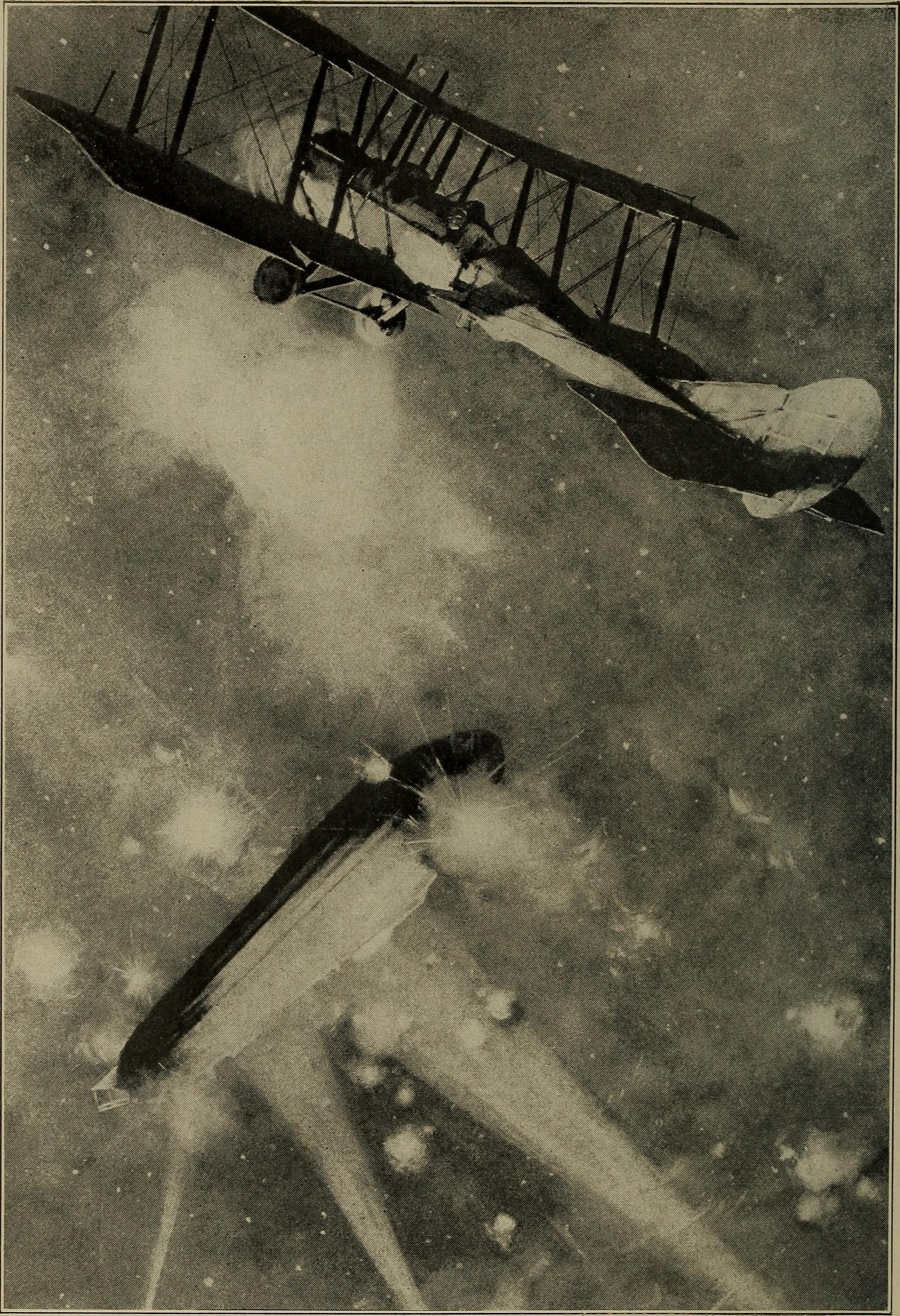
Pociski Pomeroya były używane przez samoloty do atakowania zeppelinów

Pociski zapalające Pomeroya (ang. Pomeroy bullets) – wypełnione nitrogliceryną pociski karabinowe opracowane przez nowozelandzkiego wynalazcę Johna Pomeroya, wykorzystywane podczas I wojny światowej do walki ze sterowcami.

## Historia
Pierwsze pociski zapalające John Pomeroy opracował w 1902 roku. Bazą amunicji był standardowy brytyjski pocisk karabinowy kalibru .303 cala (7,7 mm) wypełniony bardzo wrażliwą na bodźce mechaniczne (uderzenia) nitrogliceryną. Wynalazca zaproponował wprowadzenie swoich pocisków do uzbrojenia armii nowozelandzkiej, jednak wojskowi mimo dużego wrażenia jakie wywarła na nich ta broń nie zdecydowali się na jej wykorzystanie. Rozczarowany Pomeroy wyjechał najpierw do Australii a później Anglii, gdzie przedstawił swój wynalazek brytyjskiemu War Office. Po początkowej dużej nieufności Brytyjczyków do pocisków Pomeroya zdecydowano się na wezwanie go z Melbourne, gdzie ówcześnie przebywał, w celu dopracowania wynalazku.

## Wykorzystanie bojowe
Swojej efektywności pociski Pomeroya (wystrzeliwane na przemian z nową amunicją rozrywającą Brocka i wypełnionymi fosforem pociskami Buckinghama) dowiodły 2 września 1916 roku, kiedy porucznik William Leefe Robinson z 39 eskadry Royal Flying Corps zestrzelił jeden z 16 sterowców z niemieckiej formacji. Aerostat typu „Schütte-Lanz” o numerze bocznym SL 11 został zaatakowany w nocy przez lecącego rozpoznawczym samolotem typu RAF B.E.2C Robinsona, który wystrzelił w jego kierunku dwa bębny amunicji typu Pomeroy i Brock, ale bez efektu. Dopiero trzeci bęben amunicyjny zawierający również wypełnione fosforem pociski Buckinghama pozwolił na zestrzelenie sterowca, który w płomieniach spadł nieopodal wioski Cuffley niedaleko Londynu grzebiąc w swych szczątkach całą załogę poza kapitanem, który wyskoczył z płonącego statku powietrznego i zginął na skutek upadku. Za ten wyczyn William Leefe Robinson został uhonorowany najwyższym brytyjskim odznaczeniem wojskowym Krzyżem Wiktorii.
Pociski Pomeroya, a także wykorzystywana wraz z nimi amunicja Brocka i Buckinghama znacząco przyczyniła się do ograniczenia, a ostatecznie zaniechania nalotów na angielskie miasta wykonywanych za pomocą sterowców. Do końca wojny przy pomocy tej broni zniszczono jeszcze 4 inne niemieckie sterowce. Początkowo Niemcy starali się bronić przed atakami samolotów brytyjskich konstruując sterowce latające na pułapie większym niż 6000 metrów, ale ze względu na panujące na tej wysokości warunki wkrótce z nich zrezygnowano. Niedostatek tlenu i przenikliwe zimno dokuczały nie tylko załogom, ale powodowało znaczny spadek elastyczności konstrukcji aerostatu. To z kolei było przyczyną kilku wypadków zniszczenia na skutek niskich temperatur szkieletu statków powietrznych.
Po zakończeniu wojny rząd brytyjski zapłacił Pomeroyowi 25 tysięcy funtów tytułem należności za prawa autorskie do wynalazku, oraz zaoferował tytuł szlachecki, którego wynalazca jednak nie przyjął.
W 1937 roku John Pomeroy opracował kolejny typ zapalającej amunicji przeciwlotniczej i przedstawił pomysł decydentom armii australijskiej. Tak jak wcześniej także teraz jego wynalazek nie wzbudził zainteresowania, dlatego Pomeroy sprzedał licencję na swoje pociski najpierw Chinom, a potem także Stanom Zjednoczonym. Później twierdził on, że wykorzystywana z dużym sukcesem podczas wojny na Pacyfiku amunicja zapalająca była oparta na jego patentach, za które zażądał od rządu amerykańskiego wypłaty należności w wysokości 5 milionów dolarów, ale jego roszczenia zostały odrzucone.